# Apeadeiro de Fatela-Penamacor
O apeadeiro de Fatela-Penamacor (nomes anteriormente grafados como "Fatella", até 1911, e "Penamacôr", em 1911-1973) é uma gare da Linha da Beira Baixa, que serve nominalmente as localidades de Fatela e Penamacor, no Distrito de Castelo Branco, em Portugal.

## Descrição

### Localização e acessos
Junto a esta interface a via férrea constitui o limite geográfico entre as freguesias de Enxames e de Fatela (ambas no concelho do Fundão); o edifício de passageiros e respetivo acesso rodoviário situam-se do lado desta última, cuja sede dista dois quilómetros e meio. A outra localidade nominal, a vila de Penamacor, situa-se a uma distância dez vezes mais longa (seguindo mormente pela EN346).
A Linha da Beira Baixa constitui o limite da Paisagem Protegida Regional da Serra da Gardunha entre os seus PK 127+5 e PK 139+3, incluindo o local desta interface.

### Infraestrutura

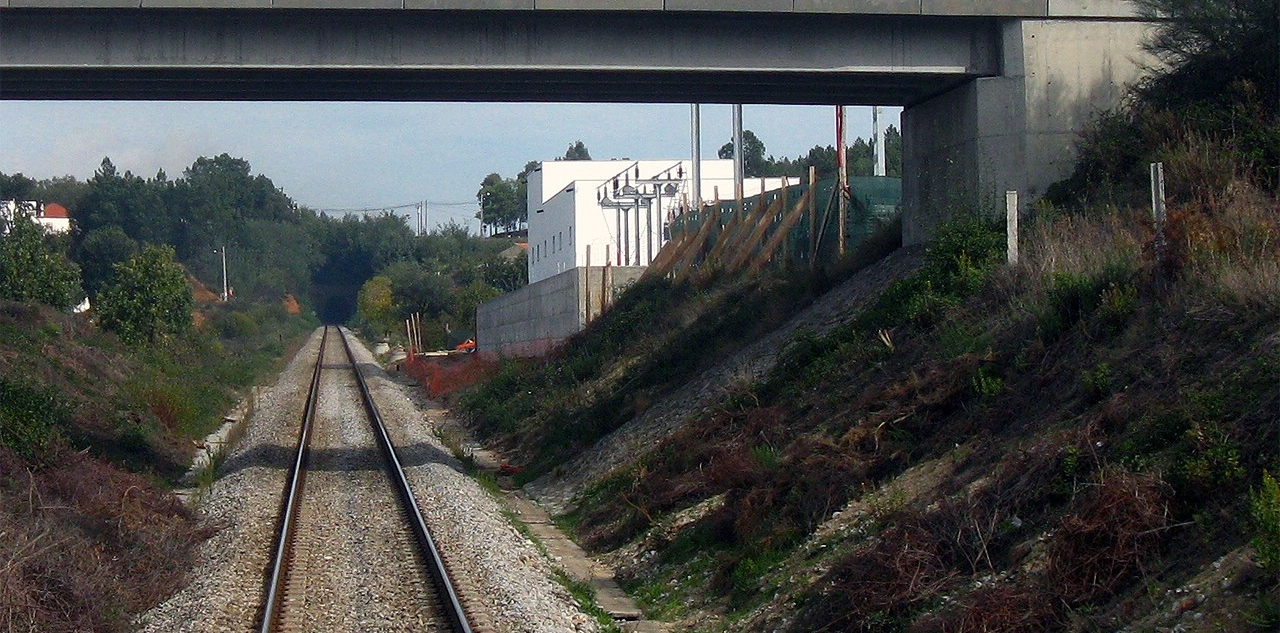
A substação de tração de Fatela em 2009, ainda antes da eletrificação da linha.

Como apeadeiro em linha em via única, esta interface tem uma só plataforma, que tem 170 m de comprimento e 685 mm de altura. O edifício de passageiros situa-se do lado sudoeste da via (lado esquerdo do sentido ascendente, para Guarda).

Situa-se perto desta interface, ao PK 139+790, a substação de tração de Fatela (assim chamada por proximidade a esta interface, mas situada já em território da vizinha freguesia de Alcaide, onde existe interface epónima), de serviço simples e contratada à I.P., que assegura aqui a eletrificação da Linha da Beira Baixa, entre as zonas neutras de Caria e Alcains.

### Serviços
Em dados de 2023, esta interface é servida por comboios de passageiros da C.P. de tipo regional, com quatro circulações diárias em cada sentido entre Castelo Branco ou Entroncamento ou Lisboa - Santa Apolónia e Guarda ou Covilhã.

## História

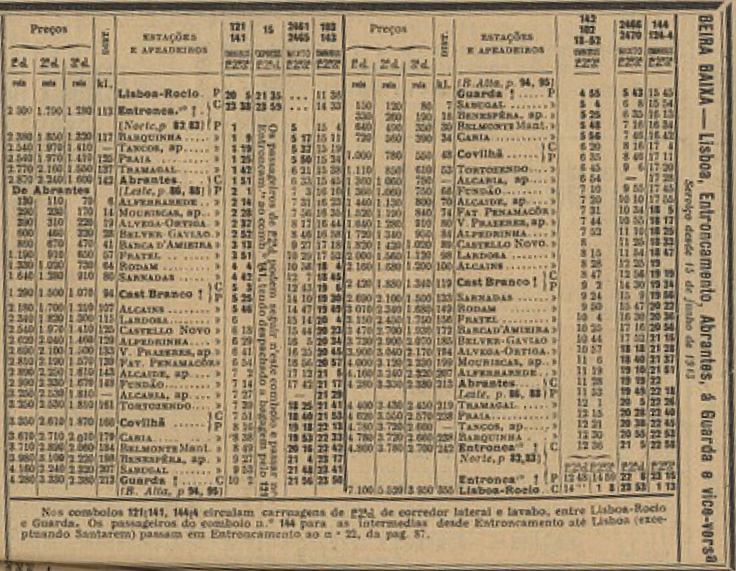
Horário de 1913 (p.90), onde esta gare aparece com a categoria de estação, e o nome como "Fatella-Penamacôr".

Este apeadeiro situa-se no troço entre Abrantes e Covilhã da Linha da Beira Baixa, que foi aberto à circulação no dia 6 de Setembro de 1891, pela Companhia Real dos Caminhos de Ferro Portugueses. Fez parte do troço desde a sua inauguração, tendo nessa altura a classificação de estação. Nos dias 5 e 6 de Setembro, a Companhia Real organizou comboios a preços reduzidos para a inauguração de Abrantes até Castelo Branco e Covilhã, com paragem nesta estação. Também foram organizados comboios para transportar a família real, que tiveram igualmente paragem nesta estação.
Em 1913, a estação era servida por carreiras de diligências até Vale de Freixo, Vale de Moreira, Capinha e Penamacor.

Em 1988 esta interface tinha a categoria de estação, tendo sido despromovida antes de 2011.